# Körnerův dub (Dalovice)
Körnerův dub (německy Körnereiche) je památný strom v Dalovicích u Karlových Varů v okrese Karlovy Vary v Karlovarském kraji, který patří mezi 9 stromů České republiky zařazených do Katalogu zvlášť cenných stromů na zemi. Dub letní (Quercus robur) rostoucí solitérně v centrální části zámeckém parku, který se rozkládá mezi starým a novým dalovickým zámkem, v nichž dnes sídlí Střední škola logistická Dalovice a odloučené pracoviště ISŠ Cheb, patří se svým odhadovaným věkem 700 let mezi nejstarší stromy v České republice. Dříve byl považovaný i za nejstarší strom v Čechách.

## Základní údaje
- název: Körnerův dub
- výška: 35 m (1909)[3][5], 15 m (1981)[6], 15 m[1], 18 m[7], 20 m (1998)[5], 21 (2000)[8]
- obvod: 913 cm (1909)[3][5], 887 cm (1981)[6], 854 cm (1998)[5], 853 cm (2000)[8], 877 cm (2004)[1]
- věk: 1500 let (1909)[3][5], 1000 let (1981)[6], 700-900 let[7], 700 let (~2001)[5]
- sanace: opakovaná

## Stav stromu a údržba
Z koruny stromu zbyly dvě hlavní větve dosahující do výšky 18 m, mohutný kmen s centrální dutinou má obvod 887 cm (měření 2004). Chráněn je od roku 1981 pro svůj vzrůst a věk. 9. října 1985 vypukl v dutině požár, opakovaně strom hořel ještě roku 1994. V současnosti je ošetřen, koruna stažena vazbou, dutiny zakrývají epoxidové stříšky, aby dovnitř nezatékalo. Otvory při zemi jsou vyzděné s ponechanými průduchy pro ventilaci. Okolí kořenových náběhů chráněné proti ušlapání záhon osázený koniferami.
Theodor Körner ve své básni z roku 1811, zařazené do cyklu Vzpomínky na Karlovy Vary, uvádí celkem 5 dubů. Při oslavách 50. výročí Körnerova úmrtí (1863) stály v parku už jen 3, další zaniknul roku 1872 nebo 1873 nešikovností hajného, který strom zapálil při vykuřování kun, dál zůstalo stát pouze torzo (snímek v galerii). Předposlední strom uschnul na samém počátku 20. století. Již v roce 1909 je popsán jako nezelený a podepřený dvěma fošnami. A tak J. E. Chadt popisuje v roce 1913 sice ještě tři stromy, ale dva z nich již jako zaniklé. Před posledním dubem byla roku 1914 odhalena bronzová socha znázorňující Körnera, kterou vytvořil Ludvík Tischler.

## Historie a pověsti
Dub je posledním ze skupiny pěti mohutných dubů, které za svého pobytu v lázních v roce 1811 opěvoval německý básník Theodor Körner, podle nějž je dub pojmenován (jeho památník stojí opodál).
Současný (poslední dub) byl prý mohutným stromem již za Karla IV. Císař Ferdinand III. prý také vydal za třicetileté války nařízení, aby bylo tehdejších devět dalovických dubů vojensky šetřeno.

## Umění a zajímavosti
Park se starými duby často navštěvovali významní lázeňští hosté mezi kterými nechyběl ani J.W.Goethe.  Dubům se věnoval i německý romantik Karl Theodor Körner ve své básni Lied die Eichen (ta byla kolem roku 1900 vyvěšena na kmeni stromu). Körnera sedícího na kořenovém náběhu dubu (scéna z roku 1811) znázornil olejomalbou německý malíř Wenzel Wirkner (rodák z Karlových Varů). Poslední živý zachytil kresbou akademický malíř Jaroslav Turek. Také mu byla věnována pozornost v televizním pořadu Paměť stromů, konkrétně v dílu č. 3: Slovanská lípa kontra germánský dub.

## Historické fotografie

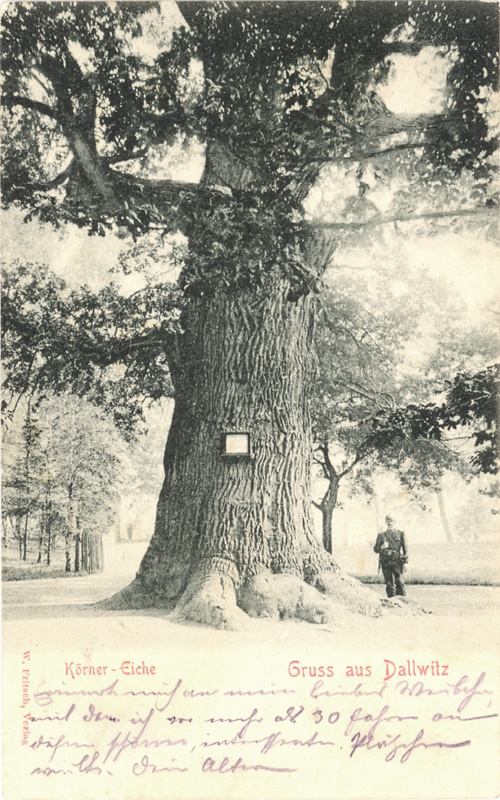
Körnerův dub ~1903
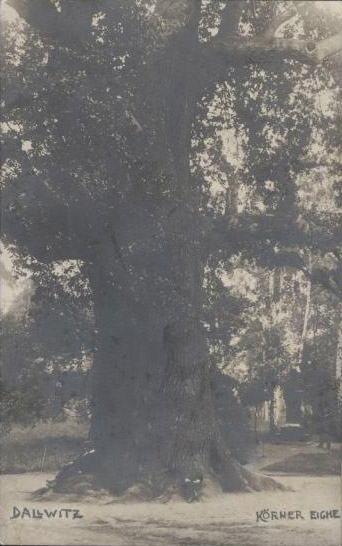
Körnerův dub ~1900
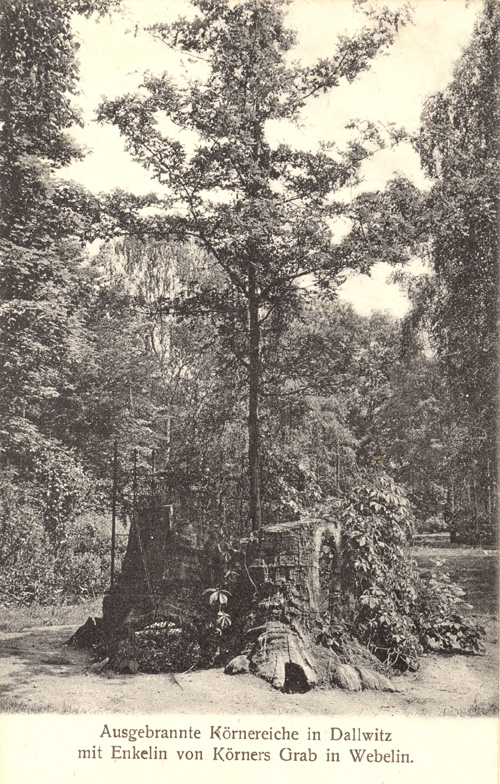
spálený Körnerův dub ~1900
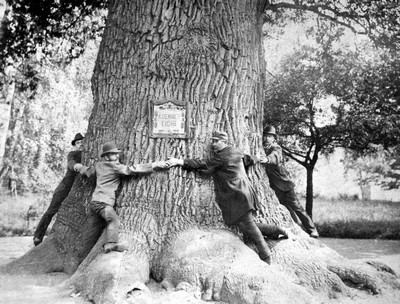
Körnerův dub ~1895
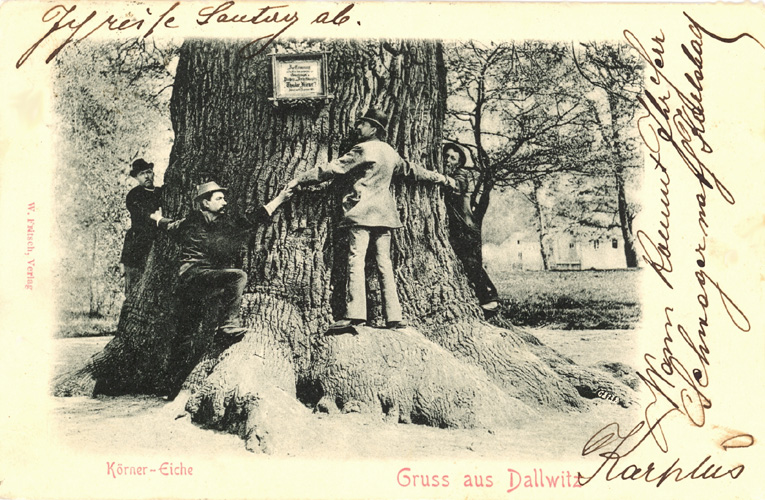
Körnerův dub ~1900
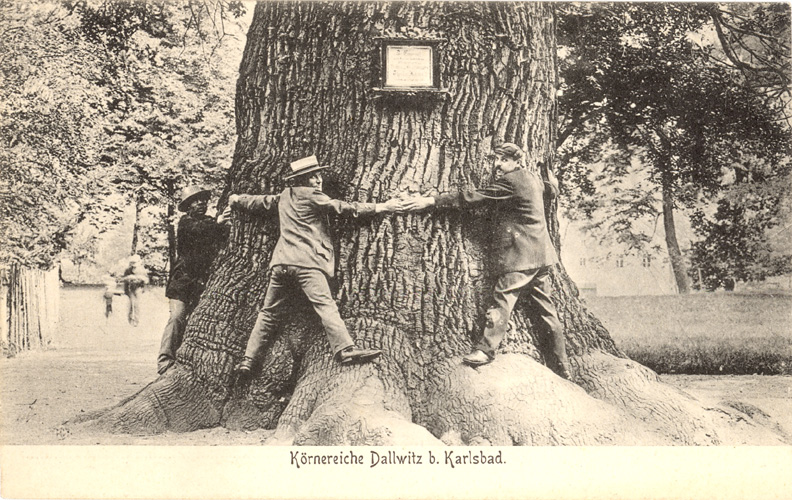
Körnerův dub ~1900

## Stromy v okolí
- Duby u tvrze
- Dalovické lípy
- Zámecký dub
- Smuteční buk u školy
- Lípa u kapličky